# Вукодав из рода Сивог Пса
Вукодав из рода Сивог Пса (рус. Волкодав из рода Серых Псов) руски је филм из жанра епске фантастике са елементима акције и авантуре у режији Николаја Лебедева. Сценарио је настао по истоименом роману руске списатељице Марије Семјонове.
Вукодав је сага о мрачном средњем веку, негде у постојбини Старих Словена на крајњем истоку Европе, прича о освети и лојалности. Прича о заборављеном времену и старим боговима. Главне улоге тумаче Александар Бухаров као Вукодав и Оксана Акињшина у улози кнегиње Јелене.
Филм је првобитно требало да се снима 2000. године у режији Џаника Фајзијева, али услед неслагања са Семјоновом та улога је додељена Лебедеву 2004. године. Биоскопска премијера у Русији одржана је 28. децембра 2006. године. Са буџетом од преко 20 милиона америчких долара био је то други најскупљи филм у историји савремене руске кинематографије.

## Синопсис
Крвави пир варварске хорде предвођене Људоједом и Жадобом у питом селу племена Сивог Пса преживела су само два дечака која постају робови у рудницима далеке Златне планине. Један од њих, Вук постаје најокрутнији управник у руднику, Вукодав остаје обичан роб. Након што је у једном окршају Вукодав савладао и убио свог некадашњег саплеменика, управник рудника му поклања слободу. Вукодав, сада већ одрастао и снажан младић се заклиње да ће осветити смрт својих родитеља и казнити оне који су спалили његово село, а њега претворили у роба. Током боравка у русницима златне планине Вукодав је спасао сигурне смрти младунче слепог миша који од тада постаје његов нераздвојни сапутник.
Вукодав убија Људоједа (у филму га тумачи Александар Домогаров), спаљује његов замак и успут ослобађа робињу Нилит (Јевгенија Свиридова) и слепог врача Тилорна (Андреј Руденски).
Путујући ка Галираду који је био центар царства, заједно са своја два сапутника у неком конвоју, бивају нападнути од стране варвара које је предводио управо Жадоба (Генадиј Макојев). У борби са жадобом Вукодав долази у посед мача за који у Галираду сазнаје да је припадао управо окрутном Жадоби.
Галирад је био уклет град и у њему је владала вечита зима. Да би скинули клетву, градски кнез је своју кћерку Јелену (Оксана Акињшина) обећао за жену ривалском кнезу Винитару, Људоједовом сину и наследнику, следбенику богиње таме Моране. Али нико не зна да је Јеленина крв једини пут ка отварању небеских врата и пут ка повратку богиње таме и хаоса Моране на овај свет...

## Главне улоге
| Глумац               | Улога                                                |
| -------------------- | ---------------------------------------------------- |
| Александар Бухаров   | Вукодав                                              |
| Оксана Акињшина      | Кнегињица Јелена Глуздовна                           |
| Јевгенија Свиридова  | Нилит, робиња коју је спасао Вукодав                 |
| Генадиј Макојев      | Жадоба, главни свештеник култа богиње Моране         |
| Андреј Руденски      | Слепи врач Тилорн                                    |
| Игор Петренко        | Војвода Лучезар, Јеленин рођак и издајник            |
| Александар Домогаров | Варварин Људодјеј                                    |
| Анатолиј Белиј       | Принц Винитар, Људодјејов син и чувар Небеске капије |
| Леонид Кулагин       | Књаз Глузд Њесмејанович                              |